# Neoclinus nudus
Neoclinus nudus är en fiskart som beskrevs av Stephens och Springer, 1971. Neoclinus nudus ingår i släktet Neoclinus och familjen Chaenopsidae. Inga underarter finns listade i Catalogue of Life.